# El informe de Brodie
El informe de Brodie es un libro del autor argentino Jorge Luis Borges publicado en 1970. Consta de once cuentos, cuyas tramas no son similares entre sí pero se basan principalmente en el destino y la ética. 
Según el mismo Borges, los cuentos son «directos»; no los cataloga como sencillos porque en su opinión no existen palabras que lo sean.

## Sinopsis

### La intrusa
La historia tiene como protagonistas a Cristián y Eduardo Nilsen, dos hermanos muy unidos cuyo vínculo se ve en peligro cuando el mayor, Cristián, lleva a vivir con él a su enamorada, Juliana Burgos. La muchacha es considerada más bien como un objeto a su servicio, pero pronto Eduardo comienza también a enamorarse de ella y a sentir celos de su hermano. Un día, Cristián le ofrece a Eduardo «compartir» a la muchacha; sin embargo, después de que un amigo se burla de ellos, deciden venderla a un prostíbulo. Ya que ambos siguen enamorados de Juliana, van secretamente a verla, y finalmente el mayor decide llevársela nuevamente con ellos. Sin embargo, para evitar que su relación como hermanos se deteriore, Cristián finalmente la asesina, creando otro vínculo entre ellos: «la mujer tristemente sacrificada y la obligación de olvidarla».

### El indigno
Cuenta la historia de Santiago Fischbein, un hombre judío que, en su juventud, había cultivado algo cercano a una amistad con uno de los jóvenes más temidos y respetados entre las barras del barrio: Francisco Ferrari. Un día, Ferrari y don Eliseo Amaro, su principal aliado, planean un robo a una tejeduría; a Santiago le piden que vaya a ver la fábrica para relevar sus accesos. Unos días después, decide ir a la policía a denunciar lo que la barra había planeado hacer. La noche del atraco, los vigilantes entran al edificio después de los asaltantes, y Santiago escucha cuatro descargas de revólver; un momento después, los policías sacan de la fábrica a la rastra, muertos, a Amaro y a Ferrari, justificándose con la excusa de que ellos habían sido los primeros en hacer fuego. Santiago, en su relato, aclara que era mentira porque no tenían revólveres, y explica que él, por su parte, había sido encarcelado y liberado al poco tiempo.

### Historia de Rosendo Juárez
Es un relato encuadrado, un señor (ya mayor) le narra la historia de Rosendo Juárez, a Borges. El protagonista del relato, un joven gaucho del barrio de Maldonado que carga con la experiencia de haber asesinado a un hombre apellidado Garmendia en una pelea a cuchillo.  Después de pasar un tiempo en la cárcel, Juárez es liberado para trabajar como guardaespaldas de un político. Un día en un baile, poco tiempo después de que muere su mejor amigo en una pelea por una mujer que no quería, un gaucho apodado «el Corralero» se le acerca a provocarlo. Juárez, sintiendo vergüenza al verse a sí mismo reflejado en el Corralero, se levanta de su asiento y se va del lugar, quedando ante todos como un cobarde por no querer pelear pero aclarando, en su relato, que no había sido él quien había matado al Corralero como todos afirmaban.

### El encuentro
La acción se desarrolla en la quinta de Los Laureles. Borges recuerda un suceso ocurrido cuando tenía nueve o diez años de edad y su primo Lafinur lo había llevado a un asado en la quinta. Allí, aburrido, se había escabullido dentro de la casa para explorarla: lo que más le había llamado la atención había sido una vitrina repleta de armas blancas que le había mostrado el amo de la mansión. En el comedor, mientras tanto, se desata una pelea entre dos hombres que habían estado jugando a las cartas: Duncan y Maneco Uriarte. Ante la provocación de Uriarte, los hombres deciden pelear y para hacerlo buscan armas de la vitrina de la casa: Uriarte elige un arma de gavilán en forma de U y Duncan un cuchillo de cabo de madera con la figura de un árbol tallada en la hoja. Después de una pelea cuya duración Borges no puede precisar, Uriarte clava su arma en el pecho de Duncan y, arrepentido, llora sobre el cuerpo del muerto. Casi veinte años después, Borges le cuenta la historia a don José Olave, un comisario retirado. Olave le dice que las dagas utilizadas en la pelea tenían su propia historia: habían pertenecido a Juan Almada y Juan Almanza, dos enemigos mortales que se habían buscado, pero que jamás se habían encontrado. Borges deduce que habían sido las armas —y no los hombres— las que habían peleado en la quinta de Los Laureles, que por tanto tiempo se habían buscado sin suerte. «En su hierro dormía y acechaba un rencor humano».

### Juan Muraña
Borges comienza el relato con una charla ocasional con Emilio Trápani, quien le revela que era el sobrino de Juan Muraña y que su historia podría resultar interesante. Trápani narra su infancia, cuando Juan Muraña ya había muerto y sólo quedaba viva su viuda, Florentina. La mujer había quedado trastornada después de la muerte de su esposo, y vivía junto a su hermana, la madre de Emilio, y su sobrino en una casa alquilada propiedad de un hombre apellidado Luchessi. Un día, la madre de Emilio no logra reunir el dinero para pagar la renta, por lo que el casero amenaza con obligarlos a desalojar la casa. Florentina insiste con que Juan, que ella cree que aun está vivo, no permitiría que Luchessi los echase. Poco tiempo después, la madre de Emilio lo envía a la casa del casero a pedir una prórroga de pago, pero al llegar descubre que el hombre había muerto: lo habían asesinado a puñaladas. Durante meses Florentina afirma que Juan los había protegido y se había vengado, pero una tarde en que Emilio decide ir a la habitación de su tía ésta le muestra un cuchillo perteneciente a su difunto esposo y así el joven comprende que ella había efectuado el asesinato, movida por el odio, por la locura y, tal vez, por el amor. Borges cierra la historia dando a entender que, en cierta forma, Muraña aún vivía en el cuchillo, el cual luego pasaría a ser una simple memoria y ya más tarde, el olvido.

### La señora mayor
Cuenta la historia de María Justina Rubio de Jaúregui, una mujer anciana, hija de Mariano Rubio, un coronel que había participado en el famoso combate de Cerro Alto durante la guerra por la Independencia. Gran parte del cuento se dedica a describir la casa de María Justina, su familia y la particularidad de que la señora parecía vivir en otro tiempo: por ejemplo, no decía uruguayos sino orientales, y seguía despotricando en contra de personajes como Artigas, Rosas y Urquiza. Un día, se celebra en su casa una reunión con la presencia de la prensa y de varias figuras para honrar a la dama, la última de las hijas del coronel que seguía viva. Con todo el trajín de las preparaciones y el evento, María cae enferma y pocos días después muere. Borges concluye el cuento diciendo que la última víctima del combate de Cerro Alto había sido, más de un siglo después, la señora anciana.

### El duelo
Cuenta la historia de Clara Glencairn de Figueroa, una dama de la alta sociedad que se había dedicado al ejercicio de la pintura siguiendo el ejemplo de su amiga Marta Pizarro. Marta y Clara, pese a ser amigas, desarrollan un duelo secreto por sus obras, de estilos diferentes: «Clara Glencairn pintaba contra Marta y de algún modo para Marta; cada una era juez de su rival». El 2 de febrero de 1964, Clara fallece de un aneurisma y Marta, sintiéndose inútil sin su amiga y principal rival, expone en el Salón Nacional un retrato de Clara como homenaje y decide no volver a pintar nunca más. Borges escribe, al final del relato, que en el duelo no hubo derrotas ni victorias; la historia que se mueve en la sombra termina en la sombra.

### El otro duelo
Borges cuenta la historia de dos gauchos llamados Manuel Cardoso y Carmen Silveira, quienes viven en campos linderos y se tienen un antiguo odio el uno por el otro, cuyos orígenes no están del todo claros. Un día, un mulato brasileño acude a reclutarlos para pelear por los Blancos en la Revolución de las Lanzas. Cardoso y Silveira continúan con sus peleas personales incluso durante la guerra. En una batalla, los Colorados, al mando del capitán Juan Patricio Nolan, derrotan a los blancos y toman a los soldados sobrevivientes como prisioneros de guerra. Conocedor del antiguo conflicto entre los dos gauchos, decide permitirles tener un duelo final. A ambos se los degollaría y, una vez, degollados, competirían en una carrera. Cuando les cortan el cuello, no llegan a dar más que unos saltos y caen, muertos, al suelo, con Cardoso como vencedor por el simple hecho de haber estirado los brazos hacia adelante.

### Guayaquil
En el relato se describe un encuentro entre el narrador y el doctor Zimmermann, un historiador de origen judío, expulsado de Praga por el nazismo. La charla gira en torno de quién tendría el  honor y la responsabilidad de viajar a Sulaco, ciudad de un país indeterminado del norte de Sudamérica, a copiar una carta en la que Simón Bolívar había revelado los detalles de su conversación con el general José de San Martín en Guayaquil. El narrador considera que él debe realizar esa tarea, la cual le corresponde por su condición de argentino, descendiente de guerreros de la Independencia. El relato, en primera persona, muestra una lucha entre ambas voluntades, se alude explícitamene a Schopenhauer y su obra, en la cual triunfa Zimmerman haciendo comprender al narrador que esa derrota es lo que siempre ha querido.

### El evangelio según Marcos
Narra la historia de Baltasar Espinosa, un estudiante de medicina que decide pasar un tiempo en la estancia de su primo Daniel, en Junín. El capataz de la estancia, apellidado Gutre, vive allí con su hijo y su hija. Un día en que Daniel se ausenta para ir a la Capital, se desata una fuerte tormenta y la casa queda aislada por la inundación; solo, sin la compañía de su primo, Baltasar comienza a relacionarse con los Gutre. Para entretenerlos, les lee una Biblia en inglés (ya que la familia era originaria de Inverness), especialmente el Evangelio según Marcos. Todos los días, la familia se reúne para escucharlo hablar, fascinados por sus palabras. El día en que la inundación comienza a desvanecerse, Gutre le pregunta a Espinosa si Cristo se había dejado matar para salvar a todos los hombres; esa misma tarde, después de su siesta, toda la familia lo persigue por la casa, hasta que comienzan a escupirlo, maldecirlo y empujarlo, llevándolo hacia el galpón, en donde «habían arrancado las vigas para construir la Cruz».

### El informe de Brodie
Inspirado en el último viaje de Lemuel Gulliver, según palabras del propio Borges, El informe de Brodie es la «traducción» de un texto escrito por David Brodie, un misionero escocés quien describe su experiencia en una región fantástica y remota, infestada de «hombres-monos», donde convive con una tribu insólita, a quienes llama «Yahoos». El cronista queda aterrado por las costumbres salvajes y de la tribu, cuya cultura presenta valores opuestos a los de su cultura de origen.

## Significado
En el libro, Borges deja de lado los enigmas, laberintos y significados ocultos que caracterizaron sus obras anteriores, como Ficciones o El Aleph; la prosa de El informe de Brodie es lineal, sencilla y directa. El autor abarca diferentes temáticas con los cuentos. El significado más notorio es el de El indigno, relato en el cual homenajea a Roberto Arlt, utilizando la idea de El juguete rabioso; el homenaje se evidencia con la referencia vedada que da Borges, nombrando "Alt" al comisario al que Santiago le cuenta el plan de su compañero.